# 19e cérémonie des Lumières
 (décembre 2021).
La 19e cérémonie des Lumières de la presse internationale, ou Lumières 2014 organisée par l'Académie des Lumières, s'est déroulée le 20 janvier 2014 à l'Espace Pierre Cardin à Paris sous la présidence de la comédienne Carole Bouquet.

## Palmarès

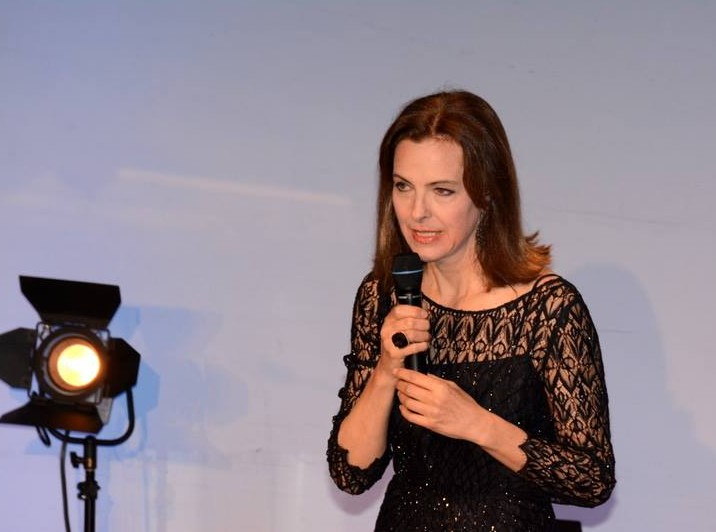
Carole Bouquet, présidente de la cérémonie.

### Meilleur film

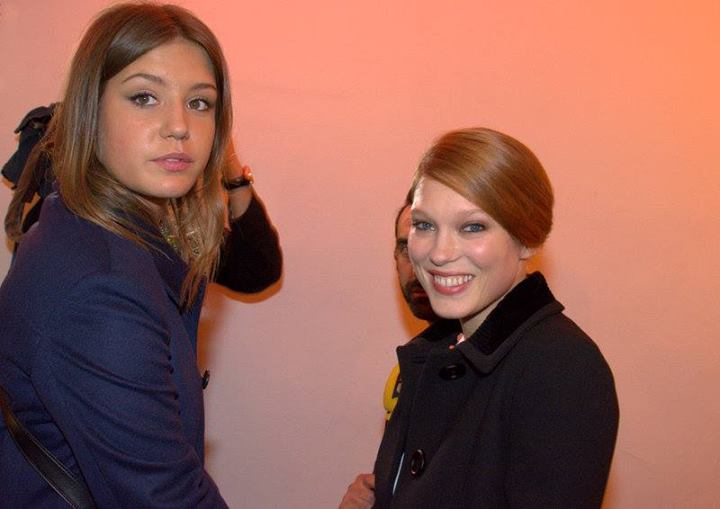
Adèle Exarchopoulos et Léa Seydoux, les actrices principales de La Vie d'Adèle, lors de la cérémonie.

- La Vie d'Adèle de Abdellatif Kechiche
  - 9 mois ferme d'Albert Dupontel
  - Grand Central de Rebecca Zlotowski
  - L'Écume des jours de Michel Gondry
  - Quai d'Orsay de Bertrand Tavernier
  - Renoir de Gilles Bourdos

### Meilleur réalisateur
- Abdellatif Kechiche pour La Vie d'Adèle
  - Gilles Bourdos pour Renoir
  - Albert Dupontel pour 9 mois ferme
  - Michel Gondry pour L'Écume des jours
  - Bertrand Tavernier pour Quai d'Orsay
  - Rebecca Zlotowski pour Grand Central

### Meilleur acteur
- Guillaume Gallienne pour le double rôle de Guillaume et de sa mère dans Les Garçons et Guillaume, à table !
  - Michel Bouquet pour le rôle d'Auguste Renoir dans Renoir
  - Guillaume Canet pour le rôle de Pierre Durand dans Jappeloup
  - Romain Duris pour le rôle de Colin dans L'Écume des jours
  - Thierry Lhermitte pour le rôle d'Alexandre Taillard de Worms dans Quai d'Orsay
  - Tahar Rahim pour le rôle de Gary dans Grand Central

### Meilleure actrice
- Léa Seydoux pour le rôle de Karole dans Grand Central et pour le rôle d'Emma dans La Vie d'Adèle
  - Juliette Binoche pour le rôle de Camille Claudel dans Camille Claudel 1915
  - Catherine Deneuve pour le rôle de Bettie dans Elle s'en va
  - Sandrine Kiberlain pour le rôle d'Ariane Felder dans 9 mois ferme
  - Emmanuelle Seigner pour le rôle de Vanda dans La Vénus à la fourrure
  - Christa Theret pour le rôle de Andrée Heuschling dans Renoir

### Meilleur espoir masculin
- Raphaël Personnaz pour son rôle de Vlaminck dans Quai d'Orsay et de Marius dans Marius de Daniel Auteuil
  - Pierre Deladonchamps dans L'Inconnu du lac
  - Paul Hamy dans Suzanne
  - Tewfik Jallab dans La Marche
  - Vincent Macaigne dans La Fille du 14 juillet
  - Niels Schneider dans Désordres

### Meilleur espoir féminin
- Adèle Exarchopoulos dans La Vie d'Adèle
  - Pauline Étienne dans La Religieuse
  - Alice de Lencquesaing dans La Tête la première
  - Candy Ming dans Henri
  - Vimala Pons dans La Fille du 14 juillet
  - Marine Vacth dans Jeune et Jolie

### Meilleur scénario
- La Vénus à la fourrure – Roman Polanski
  - Le Passé – Asghar Farhadi
  - Quai d'Orsay – Bertrand Tavernier, Christophe Blain et Antonin Baudry
  - 9 mois ferme – Albert Dupontel
  - La Marche – Nabil Ben Yadir
  - Arrêtez-moi – Jean-Paul Lilienfeld, Jean Teulé

### Meilleur film francophone
- Les Chevaux de Dieu de Nabil Ayouch
  - Aujourd'hui  d'Alain Gomis
  - Le Démantèlement de Sébastien Pilote
  - Dead Man Talking de Patrick Ridremont
  - Gabrielle de Louise Archambault
  - Le Repenti de Merzak Allouache

### Meilleur premier film
- Les Garçons et Guillaume, à table ! de Guillaume Gallienne
  - Au-delà du sang de Guillaume Tauveron
  - Comme un lion de Samuel Collardey
  - En solitaire de Christophe Offenstein
  - La Tête la première d’Amélie van Elmbt
  - Nous irons vivre ailleurs de Nicolas Karolszyk

### Meilleure photographie
- L'Extravagant Voyage du jeune et prodigieux T. S. Spivet - Thomas Hardmeier
  - Quai d'Orsay - Jérôme Alméras
  - L'Écume des jours - Christophe Beaucarne
  - Une place sur la Terre - Crystel Fournier
  - Jimmy P. (Psychothérapie d'un Indien des Plaines) - Stéphane Fontaine

### Prix spécial des Lumières
- Grand Central de Rebecca Zlotowski